# ハナタカサゴ
ハナタカサゴ（学名：Caesio lunaris）はタカサゴ科タカサゴ属の海水魚。紅海を含むインド洋から西太平洋にかけての熱帯の海域に広く生息する。最大40 cmまで成長する。
沖縄県では「コージャヒラー」と呼ばれる。